# Mijaíl Kerzhakov
Mijaíl Anatólievich Kerzhakov (en ruso: Михаи́л Анато́льевич Кержако́в; Kingisepp, Rusia Soviética, Unión Soviética, 28 de enero de 1987) es un futbolista ruso. Juega de portero y su equipo es el Zenit de San Petersburgo de la Liga Premier de Rusia. Es el hermano menor del exfutbolista  Aleksandr Kerzhakov.

## Estadísticas
Actualizado al último partido disputado el 6 de diciembre de 2020.
| Zenit de San Petersburgo · Rusia | 1.ª           | 2004          | 0   | 0 | 0  | 0 | —  | — | — | — | 0   | 0 |
| Zenit de San Petersburgo · Rusia | 1.ª           | 2005          | 0   | 0 | 0  | 0 | —  | — | — | — | 0   | 0 |
| Zenit de San Petersburgo · Rusia | 1.ª           | 2006          | 0   | 0 | 0  | 0 | —  | — | — | — | 0   | 0 |
| Zenit de San Petersburgo · Rusia | 1.ª           | 2007          | 0   | 0 | 0  | 0 | —  | — | — | — | 0   | 0 |
| Zenit de San Petersburgo · Rusia | 1.ª           | 2008          | 0   | 0 | 0  | 0 | —  | — | — | — | 0   | 0 |
| Zenit de San Petersburgo · Rusia | 1.ª           | 2015-16       | 3   | 0 | 3  | 0 | 2  | 0 | — | — | 8   | 0 |
| Zenit de San Petersburgo · Rusia | 1.ª           | 2016-17       | 6   | 0 | 1  | 0 | 1  | 0 | — | — | 8   | 0 |
| Zenit de San Petersburgo · Rusia | 1.ª           | 2017-18       | 0   | 0 | 0  | 0 | 0  | 0 | — | — | 0   | 0 |
| Zenit de San Petersburgo · Rusia | 1.ª           | 2018-19       | 1   | 0 | 1  | 0 | 2  | 0 | — | — | 4   | 0 |
| Zenit de San Petersburgo · Rusia | 1.ª           | 2019-20       | 10  | 0 | 4  | 0 | 4  | 0 | — | — | 18  | 0 |
| Zenit de San Petersburgo · Rusia | 1.ª           | 2020-21       | 16  | 0 | 1  | 0 | 6  | 0 | — | — | 23  | 0 |
| Zenit de San Petersburgo · Rusia | Total club    | Total club    | 36  | 0 | 10 | 0 | 15 | 0 | 0 | 0 | 61  | 0 |
| FC Volga Ulyanovsk (préstamo) · Rusia | 2.ª           | 2008          | 21  | 0 | 0  | 0 | —  | — | — | — | 21  | 0 |
| FC Volga Ulyanovsk (préstamo) · Rusia | Total club    | Total club    | 21  | 0 | 0  | 0 | 0  | 0 | 0 | 0 | 21  | 0 |
| Volgar FC (préstamo) · Rusia | 2.ª           | 2009          | 17  | 0 | 1  | 0 | —  | — | — | — | 18  | 0 |
| Volgar FC (préstamo) · Rusia | Total club    | Total club    | 17  | 0 | 1  | 0 | 0  | 0 | 0 | 0 | 18  | 0 |
| Alania Vladikavkaz (préstamo) · Rusia | 1.ª           | 2010          | 16  | 0 | 2  | 0 | —  | — | — | — | 18  | 0 |
| Alania Vladikavkaz (préstamo) · Rusia | Total club    | Total club    | 16  | 0 | 2  | 0 | 0  | 0 | 0 | 0 | 18  | 0 |
| FC Volga · Rusia | 1.ª           | 2011-12       | 12  | 0 | 1  | 0 | —  | — | 2 | 0 | 15  | 0 |
| FC Volga · Rusia | 1.ª           | 2012-13       | 19  | 0 | 1  | 0 | —  | — | — | — | 20  | 0 |
| FC Volga · Rusia | Total club    | Total club    | 31  | 0 | 2  | 0 | 0  | 0 | 2 | 0 | 35  | 0 |
| Anzhi Makhachkala · Rusia | 1.ª           | 2013-14       | 23  | 0 | 0  | 0 | 7  | 0 | — | — | 30  | 0 |
| Anzhi Makhachkala · Rusia | 2.ª           | 2014-15       | 32  | 0 | 2  | 0 | —  | — | — | — | 34  | 0 |
| Anzhi Makhachkala · Rusia | Total club    | Total club    | 55  | 0 | 2  | 0 | 7  | 0 | 0 | 0 | 64  | 0 |
| Zenit-2 · Rusia | 2.ª           | 2015-16       | 1   | 0 | —  | — | —  | — | — | — | 1   | 0 |
| Zenit-2 · Rusia | 2.ª           | 2017-18       | 13  | 0 | —  | — | —  | — | — | — | 13  | 0 |
| Zenit-2 · Rusia | Total club    | Total club    | 14  | 0 | 0  | 0 | 0  | 0 | 0 | 0 | 14  | 0 |
| Orenburg (préstamo) · Rusia | 1.ª           | 2016-17       | 5   | 0 | 0  | 0 | —  | — | — | — | 5   | 0 |
| Orenburg (préstamo) · Rusia | Total club    | Total club    | 5   | 0 | 0  | 0 | 0  | 0 | 0 | 0 | 5   | 0 |
| Total carrera | Total carrera | Total carrera | 195 | 0 | 17 | 0 | 22 | 0 | 2 | 0 | 236 | 0 |
| (1) Incluye datos de la Copa de Rusia y Supercopa de Rusia. (2) Incluye datos de la Liga Europa de la UEFA (2013-14, 2016-17, 2018-19) y la Liga de Campeones de la UEFA (2015-16). (3) Incluye datos de la promoción de ascenso y descenso. |               |               |     |   |    |   |    |   |   |   |     |   |

## Palmarés

### Títulos nacionales
| Título                | Club                     | País  | Año     |
| --------------------- | ------------------------ | ----- | ------- |
| Copa de Rusia         | Zenit de San Petersburgo | Rusia | 2015-16 |
| Supercopa de Rusia    | Zenit de San Petersburgo | Rusia | 2016    |
| Liga Premier de Rusia | Zenit de San Petersburgo | Rusia | 2018-19 |
| Liga Premier de Rusia | Zenit de San Petersburgo | Rusia | 2019-20 |
| Copa de Rusia         | Zenit de San Petersburgo | Rusia | 2019-20 |
| Supercopa de Rusia    | Zenit de San Petersburgo | Rusia | 2020    |
| Liga Premier de Rusia | Zenit de San Petersburgo | Rusia | 2020-21 |
| Supercopa de Rusia    | Zenit de San Petersburgo | Rusia | 2021    |
| Liga Premier de Rusia | Zenit de San Petersburgo | Rusia | 2021-22 |
| Supercopa de Rusia    | Zenit de San Petersburgo | Rusia | 2022    |
| Liga Premier de Rusia | Zenit de San Petersburgo | Rusia | 2022-23 |
| Supercopa de Rusia    | Zenit de San Petersburgo | Rusia | 2023    |
| Liga Premier de Rusia | Zenit de San Petersburgo | Rusia | 2023-24 |
| Copa de Rusia         | Zenit de San Petersburgo | Rusia | 2023-24 |
| Supercopa de Rusia    | Zenit de San Petersburgo | Rusia | 2024    |